# Семячковская волость
Семя́чковская волость — административно-территориальная единица в составе Трубчевского уезда.
Административный центр — село Семячки.

## История
Волость была образована в ходе реформы 1861 года; охватывала большой лесной массив на границе с Мглинским уездом ("Рамасухские леса").
В мае 1924 года, с расформированием Трубчевского уезда, Семячковская волость также была упразднена, а её территория передана в Почепский уезд и разделена между Трубчевской, Почепской и Плюсковской волостями.
Ныне территория бывшей Семячковской волости разделена между Трубчевским и Почепским районами Брянской области.

## Административное деление
В 1920 году в состав Семячковской волости входили следующие сельсоветы: Андреевский, Бобовнянский, Войборовский, Волотынский, Голевский, Груздовской, Дольский, Калачовский, Каружский, Коршиковский, Котляковский, Котовский, Могорьский, Молчановский, Мосточинский, Огородинский, Паровичский, Семячковский, Семецкий, Старокраснослободский, Тигинёвский, Чуркинский, Шеменевский, Щетининский.